# Archidiocèse de San Luis Potosí
Ne doit pas être confondu avec Diocèse de Potosí.
L'archidiocèse de San Luis Potosí (en latin : Archidioecesis Sancti Ludovici Potosiensis ; en espagnol : Arquidiócesis de San Luis Potosí) est un archidiocèse métropolitain de l'Église catholique du Mexique.

## Territoire

Archidiocèse de San Luis Potosí
Suffragants

Il comprend les municipalités d'Ahualulco, Armadillo de los Infante, Cerritos, Cerro de San Pedro, Ciudad Fernández, Mexquitic de Carmona, Moctezuma, Rioverde, Salinas, San Ciro de Acosta, San Luis Potosí, San Nicolás Tolentino, Santa María del Río, Soledad de Graciano Sánchez, Tierra Nueva, Villa de Guadalupe, Villa de Ramos, Villa de Reyes, 
Villa Hidalgo, Villa Juárez et Zaragoza de l'État de San Luis Potosí.
Il possède un territoire d'une superficie de 19 428 km2 divisé en 115 paroisses. Le siège archiépiscopal est dans la ville de San Luis Potosí où se trouve la cathédrale Notre-Dame-de-l'Expectation (es) et la basilique Notre-Dame-de-Guadalupe (es).

## Historique
Le diocèse de San Luis Potosí est érigé le 31 août 1854 par la bulle Deo Optimo Maximo largiente du pape Pie IX en prenant une portion de territoire du diocèse de Michoacán (aujourd'hui archidiocèse de Morelia) et du diocèse de Guadalajara (aujourd'hui archidiocèse de Guadalajara).
Nommé suffragant de l'archidiocèse de Mexico lors de sa création, il intègre la province ecclésiastique de Michoacán 
par la bulle Catholicæ Romanæ Ecclesiæ du pape Pie IX émise le 26 janvier 1863; le même jour il cède une partie de son territoire pour l'érection du diocèse de Zacatecas.
Il cède une partie de son territoire le 24 novembre 1922 pour la création du diocèse de Huejutlaet le 27 novembre 1960 pour l'établissement du diocèse de Ciudad Valles.
Le 5 novembre 1988, il est élevé au rang d'archidiocèse métropolitain par la constitution apostolique Nihil optabilius du pape Jean-Paul II avec pour suffragants les diocèses de Celaya, Querétaro
et León (aujourd'hui archidiocèse de León).
Il cède une autre portion de son territoire le 28 mai 1997 pour la création du diocèse de Matehuala.

## Évêques et archevêques
évêques
- Pedro Barajas y Moreno (30 novembre 1854 - 30 décembre 1868)
- Manuel del Conde y Blanco (25 juillet 1869 - 21 juin 1872)
- José Nicanor Corona Elizarrás (22 décembre 1873 - 27 juillet 1883)
- José María Ignacio Montes de Oca y Obregón (13 novembre 1884 - 18 août 1921)
- Miguel María de la Mora y Mora (24 février 1922 - 14 juillet 1930)
- Guillermo Tritschler y Córdoba (30 janvier 1931 - 22 février 1941), nommé archevêque de Monterrey
- Gerardo Anaya y Diez de Bonilla (3 octobre 1941 - 16 juin 1958)
- Luis Cabrera Cruz (25 août 1958 - 2 septembre 1967)
- Estanislao Alcaraz y Figueroa (3 mars 1968 - 3 juillet 1972), nommé archevêque de Morelia
- Ezequiel Perea Sánchez (25 novembre 1972 - 25 avril 1986)
- Arturo Antonio Szymanski Ramírez (27 janvier 1987 - 5 novembre 1988)

archevêques
- Arturo Antonio Szymanski Ramírez (5 novembre 1988 - 20 janvier 1999)
- Luis Morales Reyes (20 janvier 1999 - 3 avril 2012)
- José Carlos Cabrero Romero (3 avril 2012 - 26 mars 2022)
- Jorge Alberto Cavazos Arizpe, depuis le 26 mars 2022